# Kluczbork
Kluczborkⓘ (em alemão: Kreuzburg) é um município no sudoeste da Polônia, na voivodia de Opole, no condado de Kluczbork e sede da comuna urbano-rural de Kluczbork. Está situado na fronteira da planície da Silésia e do planalto da Silésia. O rio Stobrawa flui por ele.
Estende-se por uma área de 12,4 km², com 21 888 habitantes, segundo o censo de 31 de dezembro de 2024, com uma densidade populacional de 1 772 hab./km².
Nos anos 1975–1998, o município pertencia administrativamente à antiga voivodia de Opole.

## Toponímia
A primeira menção da aldeia na forma de Cruceburch vem de 1252. O nome também foi citado nas formas Cruceburg (1253), Cruceburch (1253), Cruczburgh (1257), Cruciburg (1257), Cruceborg (1274), Cruczeburg, Cruczburg (1274), Cruceburch (1275), Cruczburch (1280), Cruzburch (1298), Cruczeburg (1318), Cruceburg (1319), Crucenburch (1323), Cruceburck (1328), Cruczeburch (1329), Chreuczpurg (1331), Cruczburk (1337), Cruczburg, Cruciburg (1338), Cruczeburg (1341), Cruczeburg (1341), Cruczeburg (1402), Creuczburg (1449), Crewczburg (1488), Creutzburg (1679), Kreitzbergam (1678–1688), Kluzborg, Kruciborg (XVII), Kreuzburg, em polonês Kluzborek (1845), Kluczborek, Kluczbork, Kluczborg, em alemão Creuzburg (1883), Kreuzburg, Kluczborek (1900), Kluczborek — Kreuzburg O.S. (1939), Kreuzburg — Kluczbork (1946). Em 1613, o regionalista e historiador da Silésia Mikołaj Henel, de Prudnik, mencionou a cidade em seu trabalho sobre a geografia da Silésia intitulado Silesiographia dando seu nome em latim: Cruciburgum, Creuzberga
O nome da cidade vem das palavras do alto-alemão médio kriuz(e) 'cruz' e burc 'castelo, fortaleza'. Em alemão, assumiu a forma de Kreuzburg ('cidade dos cruzados', 'Castelo da Cruz'). O nome tem caráter de culto e está associado à fundação da cidade pelos cavaleiros da Cruz. A partir do século XVII, o nome foi polonizado como Kruciborg, Kluzbork, Klucbork, Kluzborek, Klucborek, Kluczborek, Kluczbork. Adaptações antigas podem ser vistas em adição à palavra-chave polonesa comum; nas formas Kluzborek, Klucborek, Kluczborek, o elemento -borek (<-bork) é o resultado do alinhamento secundário à palavra comum borek.
Em 1945, depois que a cidade foi assumida pela administração polonesa, o nome de Kluczborek foi oficialmente usado. Em 19 de maio de 1946, o nome de Kluczbork foi aprovado administrativamente.

## Geografia

### Localização
A cidade está localizada no sudoeste da Polônia, na voivodia de Opole, no extremo nordeste da planície da Silésia, na fronteira com o planalto da Silésia.
Kluczbork está localizada na histórica Baixa Silésia, do século XIV a 1675, estava situada no Ducado de Brzeg da Baixa Silésia. No início do século XIX foi incluída, com o condado de mesmo nome, na região de Opole com sua capital em Opole, portanto, hoje em dia é considerada parte da Alta Silésia (no século XIX, o nome Kreuzburg era frequentemente adicionado ao O.S − Oberschlesien).

### Recursos hídricos
O rio Stobrawa (o afluente direito do rio Óder em seu curso superior) e o córrego Baryczka Mała fluem através das fronteiras administrativas da cidade. O rio Stobrawa é um pequeno curso de água, e seu vale ainda é estreito e não muito profundo aqui.
A cidade tem vários reservatórios de água — atualmente o lago Kościuszko (antigo Miller) e o lago no Parque Municipal podem ser distinguidos. Recentemente, foi colocado em funcionamento um reservatório de armazenamento, que cobriu uma pedreira desativada. O reservatório de retenção no vale do rio Stobrawa está localizado na altura da aldeia de Ligota Górna, nas áreas das comunas de Kluczbork e Lasowice Wielkie. O reservatório de água foi criado como resultado da inundação de cerca de 60 hectares de terras agrícolas. Cerca de 1,5 km de extensão do vale do rio Stobrawa e suas terras adjacentes foram inundadas.

### Divisão administrativa
Segundo o Cadastro Nacional Oficial da Divisão Territorial do País, os distritos de Kluczbork são:
- Nowy Dwór
- Ulrychów

### Clima
Conforme a classificação climática de Köppen-Geiger, Kluczbork situa-se na zona Cfb − clima temperado oceânico. Na cidade de Kluczbork, a temperatura média anual é de 9,5° C. Nesta área, a precipitação média anual é de 723 mm. Está localizada no Hemisfério Norte. Os meses de verão são: junho, julho, agosto, setembro. O mês mais seco é fevereiro, com 44 mm de precipitação. O mês mais quente do ano é julho, com temperatura média de 19,9 °C. A temperatura média mais baixa do ano ocorre em janeiro e é de aproximadamente -1,3 °C.
Com média de 98 mm, a maior precipitação ocorre no mês de julho. A diferença de precipitação entre o mês mais seco e o mais úmido é de 54 mm. A variação de temperatura durante o ano é de 21,3 °C. O mês com a maior umidade relativa é novembro (84%). O mês com a menor umidade relativa é junho (64%). O mês com o maior número de dias de chuva é julho (11 dias) e o de menor número é fevereiro (8,03 dias).
| Dados climatológicos para Kluczbork | Dados climatológicos para Kluczbork | Dados climatológicos para Kluczbork | Dados climatológicos para Kluczbork | Dados climatológicos para Kluczbork | Dados climatológicos para Kluczbork | Dados climatológicos para Kluczbork | Dados climatológicos para Kluczbork | Dados climatológicos para Kluczbork | Dados climatológicos para Kluczbork | Dados climatológicos para Kluczbork | Dados climatológicos para Kluczbork | Dados climatológicos para Kluczbork | Dados climatológicos para Kluczbork |
| Mês | Jan                                 | Fev                                 | Mar                                 | Abr                                 | Mai                                 | Jun                                 | Jul                                 | Ago                                 | Set                                 | Out                                 | Nov                                 | Dez                                 | Ano                                 |
| --- | ----------------------------------- | ----------------------------------- | ----------------------------------- | ----------------------------------- | ----------------------------------- | ----------------------------------- | ----------------------------------- | ----------------------------------- | ----------------------------------- | ----------------------------------- | ----------------------------------- | ----------------------------------- | ----------------------------------- |
| Temperatura máxima média (°C) | 1,1                                 | 2,9                                 | 7,7                                 | 14,2                                | 18,9                                | 22,3                                | 24,3                                | 24,2                                | 19,2                                | 13,5                                | 8,0                                 | 3,0                                 | 13,3                                |
| Temperatura média (°C) | −1,3                                | −0,1                                | 3,6                                 | 9,5                                 | 14,4                                | 18,0                                | 19,9                                | 19,7                                | 14,9                                | 9,9                                 | 5,3                                 | 0,8                                 | 9,5                                 |
| Temperatura mínima média (°C) | −3,9                                | −3,2                                | −0,4                                | 4,3                                 | 9,3                                 | 12,9                                | 15,1                                | 14,8                                | 10,7                                | 6,5                                 | 2,7                                 | −1,5                                | 5,6                                 |
| Precipitação (mm) | 51                                  | 44                                  | 55                                  | 48                                  | 70                                  | 75                                  | 98                                  | 63                                  | 66                                  | 51                                  | 50                                  | 52                                  | 723                                 |
| Dias com chuva | 9                                   | 8                                   | 9                                   | 8                                   | 9                                   | 9                                   | 11                                  | 8                                   | 8                                   | 8                                   | 8                                   | 9                                   | 104                                 |
| Umidade relativa (%) | 83                                  | 81                                  | 75                                  | 66                                  | 66                                  | 64                                  | 66                                  | 65                                  | 70                                  | 78                                  | 84                                  | 83                                  | 73,4                                |
| Insolação (h) | 3,0                                 | 3,9                                 | 5,6                                 | 8,6                                 | 10,2                                | 10,9                                | 11,1                                | 10,4                                | 7,5                                 | 5,1                                 | 3,6                                 | 2,9                                 | 82,8                                |
| Fonte: Climate-Data.org Dados: 1991−2021: temperatura mínima (°C), temperatura máxima (°C), precipitação (mm), umidade, dias chuvosos. Dados: 1999−2019: horas de sol |                                     |                                     |                                     |                                     |                                     |                                     |                                     |                                     |                                     |                                     |                                     |                                     |                                     |

## História

### Idade Média

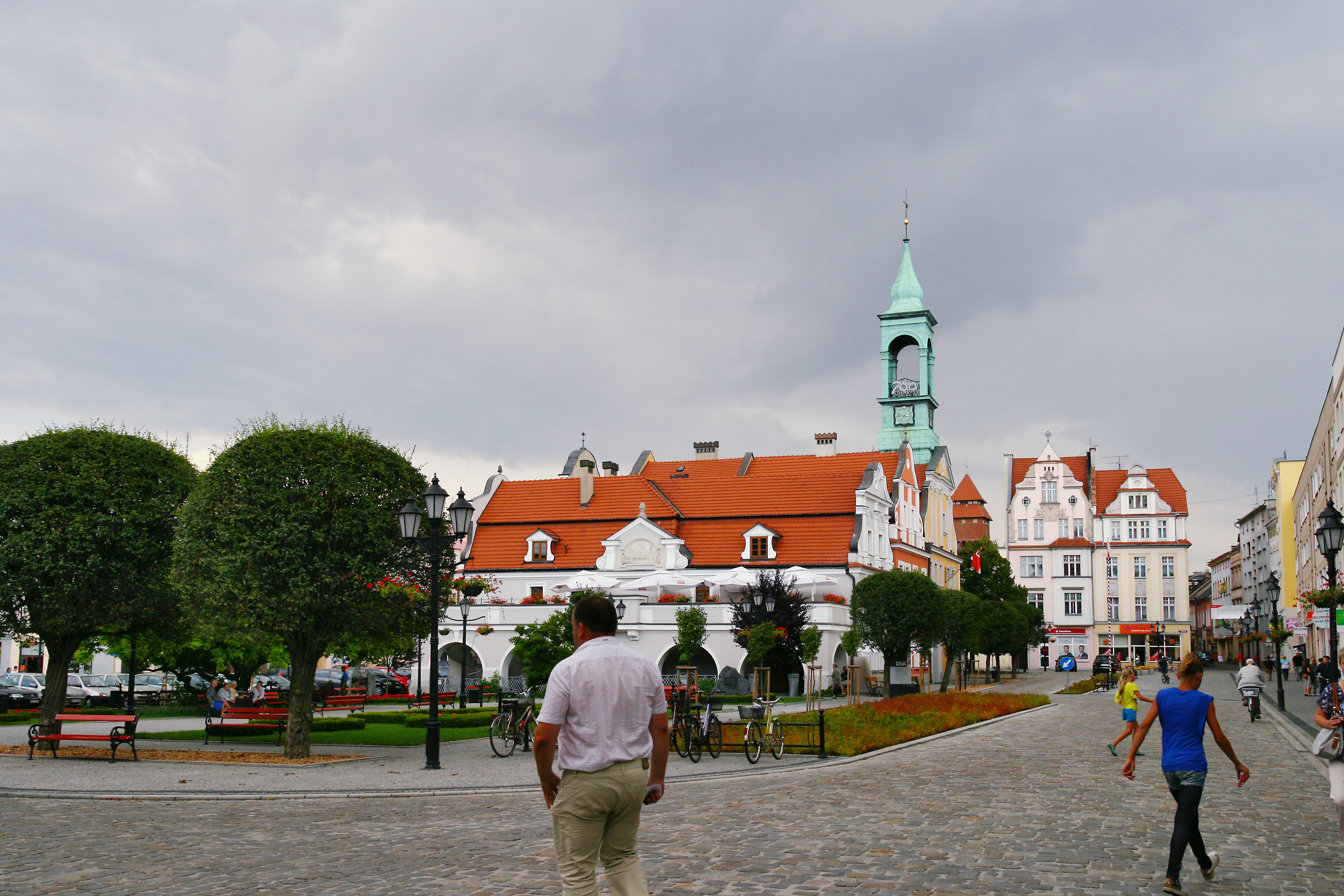
Praça principal

A fundação da cidade está ligada à Ordem dos Cavaleiros da Cruz com Estrela Vermelha, que foi provavelmente criada durante as cruzadas para a Palestina, onde, além de combater os muçulmanos, cuidava dos peregrinos, por isso muitas vezes referidos como hospitaleiros. No início do século XIII mudaram-se para a Áustria, Boêmia e Morávia, e também foram trazidos para a Silésia — para a Breslávia — pela princesa Ana da Boêmia, duquesa da Silésia, eles entraram na vida monástica, cuidando dos doentes e administrando hospitais.
Os cruzados receberam do príncipe da Breslávia, Henrique III, o Branco, em 1253, uma autorização para fundar a cidade conforme a lei alemã no local onde havia um acordo de mercado, mencionado já em 1252 como Cruceburch.
No entanto, quando eles fundaram várias aldeias na área e não conseguiram localizar a cidade, o duque Henrique IV, o Justo, tomando Kluczbork sob sua proteção, em 1274 concedeu o privilégio de incorporar a cidade. A partir desse momento começa sua história política. A partir de 1293, Kluczbork pertenceu ao Ducado de Głogów, e depois a Namysłów (1312/1313−1323). A partir de agosto de 1323, esteve no Ducado de Legnica e Brzeg por Boleslau III, o Pródigo.
Em 1341, Namysłów com Byczyna, Wołczyn e Kluczbork foram prometidos ao rei Casimiro, o Grande, da Polônia, embora o poder nesta área ainda fosse exercido pelos duques de Legnica. O rei polonês devolveu a promessa em 1353. Durante as Guerras hussitas, a cidade foi tomada pelos hussitas liderados pelo cavaleiro polonês Dobek Puchała, que contou com o apoio dos habitantes.

### Séculos XVI a XX
Em seguida, Kluczbork foi prometida e vendida várias vezes. De 1536 até o fim da linhagem Piasta de Brzeg (1675), esteve na posse dos duques de Brzeg, vassalos da coroa tcheca, que, sendo seguidores da religião protestante, gradualmente a introduziram em seus territórios.
Durante a Guerra dos Trinta Anos (1618–1648), a cidade entrou em declínio, ao ser saqueada várias vezes pelas tropas que por ela passavam.
Kluczbork deu abrigo nos anos de 1660 a 1671 aos Irmãos poloneses que vieram da Polônia, e organizaram seus sínodos na cidade duas vezes, em 1663 e 1668. Krzysztof Crell-Spinowski foi seu representante notável. Naquela época, a cidade era mencionada sob os nomes de Kluzbork, Krucibork.
Após a morte do último príncipe de Legnica-Brzeg, Jorge Guilherme em 1675, Kluczbork ficou sob a gestão direta do imperador austríaco Leopoldo I, e depois de 1740, com toda a Silésia, tornou-se parte do Estado prussiano, então sob o nome de Kluzborek. Como resultado da colonização frederica e ordens administrativas das autoridades prussianas, especialmente duras durante o chamado Kulturkampf, o período de dominação da cultura alemã começou.
Em 1816, a cidade tornou-se a sede das autoridades do condado. Em meados do século XIX, iniciou-se a construção de estradas pavimentadas e ferrovias, graças às quais Kluczbork se tornou um importante entroncamento ferroviário na parte norte da região de Opole, à qual foi incorporado em 1820.
Ao mesmo tempo, o ensino primário e secundário desenvolveram-se conforme as tradições do século XVI/XVII, quando as escolas municipais de Byczyna e Kluczbork gozavam de excelente reputação na Silésia.
Em 1858, um seminário de professores evangélicos foi aberto para formar professores que falavam polonês e alemão, e em 1860 uma escola secundária municipal começou a funcionar, transformada em 1873 em um ginásio de humanidades, que em 1877 recebeu um prédio escolar recém-construído. Durante a Revolta de Janeiro, em 1863, dois esquadrões do 6.º Regimento de Hussardos, transferidos de Prudnik, ficaram estacionados na área de Kluczbork. Em meados do século XIX, Kluczbork era uma cidadezinha na região dominada pela população de língua polonesa. O livro topográfico da Alta Silésia de 1865 na descrição da cidade e do então condado de Kluczbork observa que a língua dominante na região é o polonês, além do alemão também. No total, ele descreve o número de habitantes de língua polonesa em 72%, com 28% declarando o alemão como língua materna. „Die Landsprache ist polnisch; in den Städten, auf den Gütern und kolonien wird aber deutsch gesprochen (...) Von der ganzen Bevölkerung reden 72 Proz. das Polnische, 28 Proz. das Deutsche als ihre Muttersprache.”.
Evangélicos, católicos e adeptos do judaísmo viviam em harmonia na cidade. Várias sociedades educacionais e de caridade operavam na aldeia. Foram construídos o hospital municipal (1848) e a fábrica de gás municipal (1867), o complexo terapêutico evangélico-luterano “Betania” foi fundado (1888), o prédio dos correios (1891) e o prédio do tribunal (1895) foram construídos, bem como a instituição provincial para doentes mentais. O final do século XIX e o início do século XX viram o início do desenvolvimento industrial da cidade, como cervejarias, uma gráfica, uma fiação, uma fábrica de açúcar, uma olaria, um moderno matadouro, uma fábrica de móveis e uma fábrica de produtos de metal.
Nos anos de 1907–1908, um sistema de abastecimento de água e esgoto foi construído na cidade e, muito mais tarde, uma usina de energia foi construída no rio Stobrawa. Conforme o censo de 1910, a cidade era habitada por 11 588 pessoas, das quais 836 declaravam a língua falada como polonês e 10 216 como alemão. Nos últimos dias antes da eclosão da Primeira Guerra Mundial, as eleições para o Reichstag, em uma eleição acirrada (segundo turno), na área da cidade, 169 votos foram dados ao candidato polonês, o padre Paweł Kuczka, e 1 180 votos ao candidato do partido conservador alemão, Ludwig Meyer.

### Período entre guerras

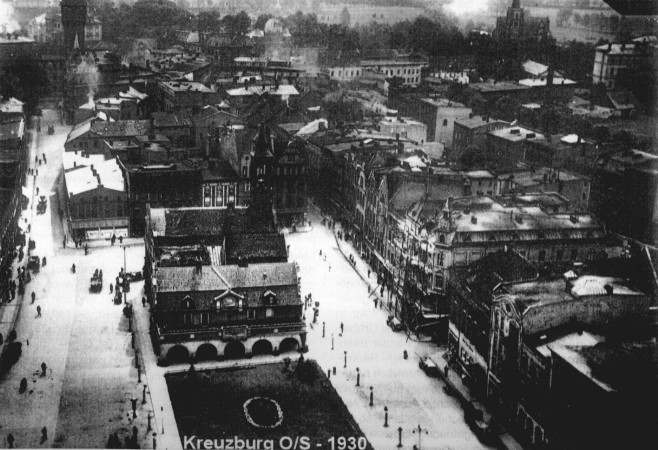
Vista aérea da Praça principal com a Câmara municipal em Kluczbork — 1930

A partir de 1919, Kluczbork pertenceu à recém-criada Província da Alta Silésia. A província foi liquidada em 1938 e restabelecida em 18 de janeiro de 1941.
Após a Primeira Guerra Mundial, com todo o povoado, incluindo Wołczyn, Byczyna e comunas rurais, permaneceu uma área de fronteira, já que a fronteira entre o Reich Alemão e a Polônia estendia-se a vários quilômetros da cidade. Após a divisão da Alta Silésia em outubro de 1921, o condado de Kluczbork permaneceu inteiramente no Estado alemão.

### Segunda Guerra Mundial
Em 20 de janeiro de 1945, as tropas alemãs foram expulsas da cidade por tropas soviéticas da 95.ª Divisão de Infantaria de Guarda do 32.º Corpo de Infantaria de Guarda do 5.º Exército de Guarda da Primeira Frente Ucraniana. Trinta e seis soldados do Exército Vermelho morreram na luta (o Monumento de Gratidão ao Exército Vermelho foi inaugurado na Praça Wolności após a guerra). Durante as lutas pela cidade, em uma das fábricas onde era produzido o arame farpado, trabalhadores forçados soviéticos desencadearam uma revolta na qual 18 trabalhadores foram mortos. Depois da guerra, na rua Opole, um grande cemitério de guerra do Exército Vermelho foi fundado, onde aqueles que morreram nas batalhas por Opole silesiana foram enterrados (cerca de 6 800 soldados estão enterrados aqui).

### Polônia do Povo
Oficialmente, as autoridades polonesas assumiram Kluczbork com toda a Opole silesiana em 18 de março de 1945. De 17 de abril de 1945 a 11 de outubro de 1946, a cidade foi chamada de Kluczborek. A população alemã, até então dominante na cidade, foi deslocada.
Em 6 de abril de 1945, o Ministério da Segurança Pública estabeleceu os Campos Centrais de Trabalho. O campo do MBP n.º 115, estabelecido em Kluczbork, tinha o estatuto de campo de trânsito, depois foi transformado em campo de trabalhos forçados. Silesianos e alemães, bem como ex-membros da SS, foram mantidos lá. Soldados do Exército de Anders retornando para a Polônia, que se juntaram a ele após a deserção da Wehrmacht, à qual haviam sido anteriormente incorporados como parte da Volksliste, também foram enviados ao acampamento.

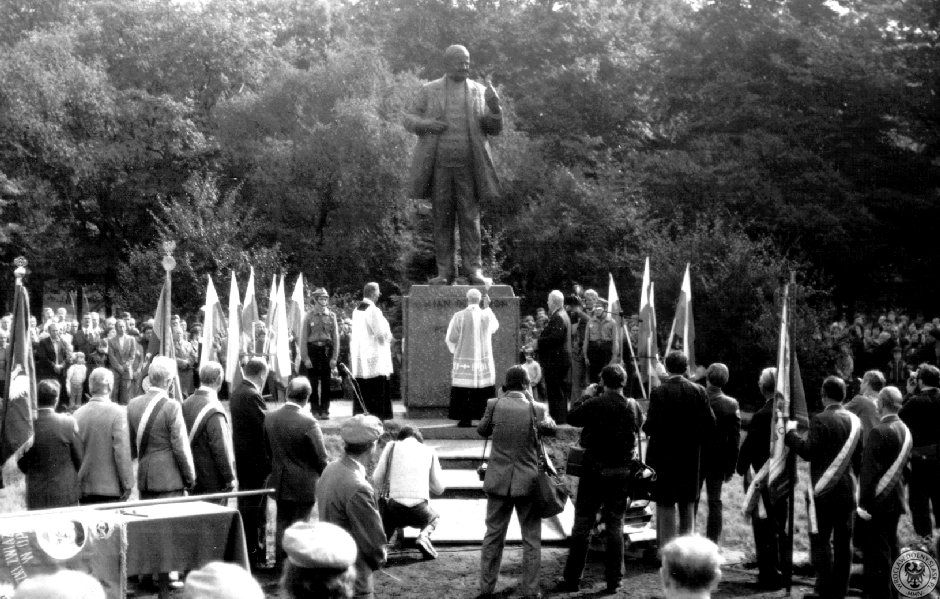
Cerimônia de inauguração do monumento a Jan Dzierżon em Kluczbork

Após a abolição dos condados em 1975, a cidade continuou a ser a sede da comuna. Nos anos de 1975 a 1998, Kluczbork pertenceu administrativamente à voivodia de Opole.

### Terceira República
A partir de 1 de janeiro de 1999 — novamente a sede do condado, reunindo 4 comunas: Kluczbork, Byczyna, Wołczyn e Lasowice Wielkie. Em termos de administração da igreja, a Igreja Católica Romana pertence à diocese de Opole e é a sede do reitor, bem como do distrito pastoral (um dos quatro — próximo a Opole, Nysa e Racibórz); como parte das estruturas da Igreja Evangélica-Augsburg, é a sede da paróquia de Zbawiciela, pertencente à diocese de Katowice.

## Demografia
Conforme os dados do Escritório Central de Estatística da Polônia (GUS) de 31 de dezembro de 2024, Kluczbork é uma cidade pequena com uma população de 21 888 habitantes (5.º lugar na voivodia de Opole e 189.º na Polônia), tem uma área de 12,4 km² (26.º lugar na voivodia de Opole e 522.º lugar na Polônia) e uma densidade populacional de 1 772 hab./km² (4.º lugar na voivodia de Opole e 81.º lugar na Polônia). Nos anos 2002-2024, o número de habitantes diminuiu 17,4%.
Os habitantes de Kluczbork constituem cerca de 35,93% da população do condado de Kluczbork, constituindo 2,35% da população da voivodia de Opole.
| Descrição                         | Total      | Total    | Mulheres   | Mulheres | Homens     | Homens   |
| --------------------------------- | ---------- | -------- | ---------- | -------- | ---------- | -------- |
| unidade                           | habitantes | %        | habitantes | %        | habitantes | %        |
| população                         | 21 888     | 100      | 11 507     | 52,6     | 10 381     | 47,4     |
| superfície                        | 12,4 km²   | 12,4 km² | 12,4 km²   | 12,4 km² | 12,4 km²   | 12,4 km² |
| densidade populacional (hab./km²) | 1 772      | 1 772    | 932,1      | 932,1    | 839,9      | 839,9    |

## Monumentos históricos

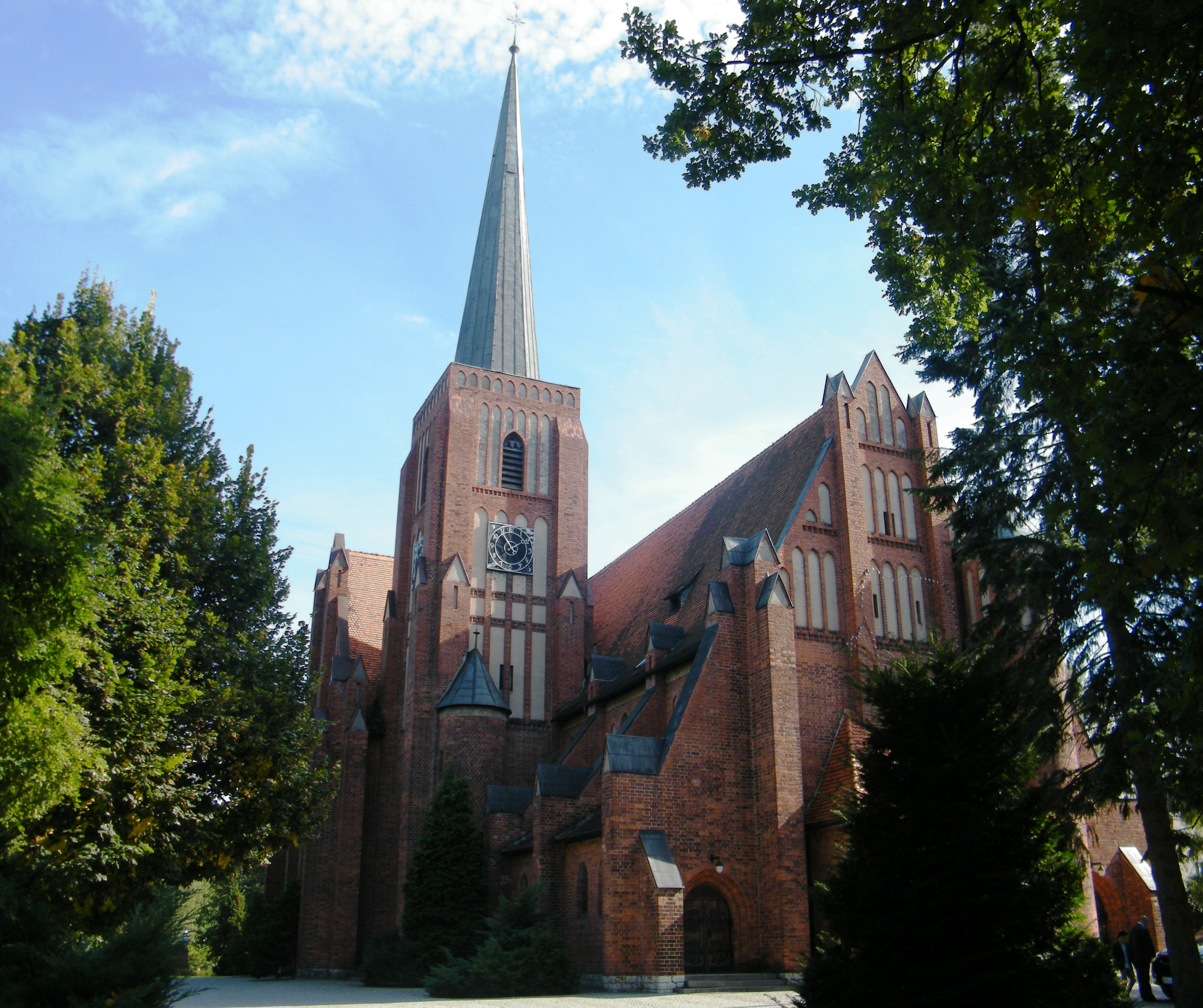
Igreja de Nossa Senhora Auxiliadora

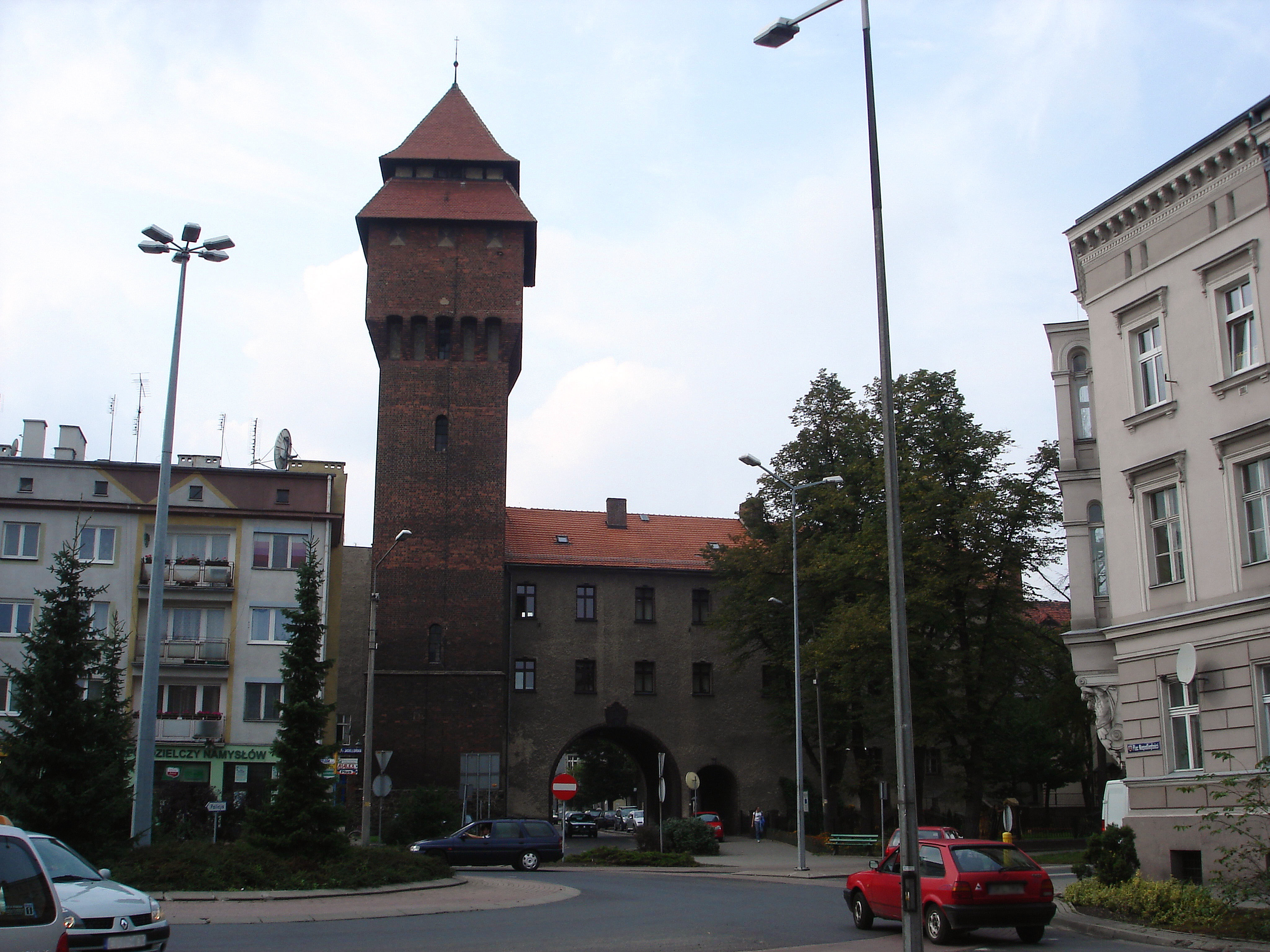
Castelo d'água

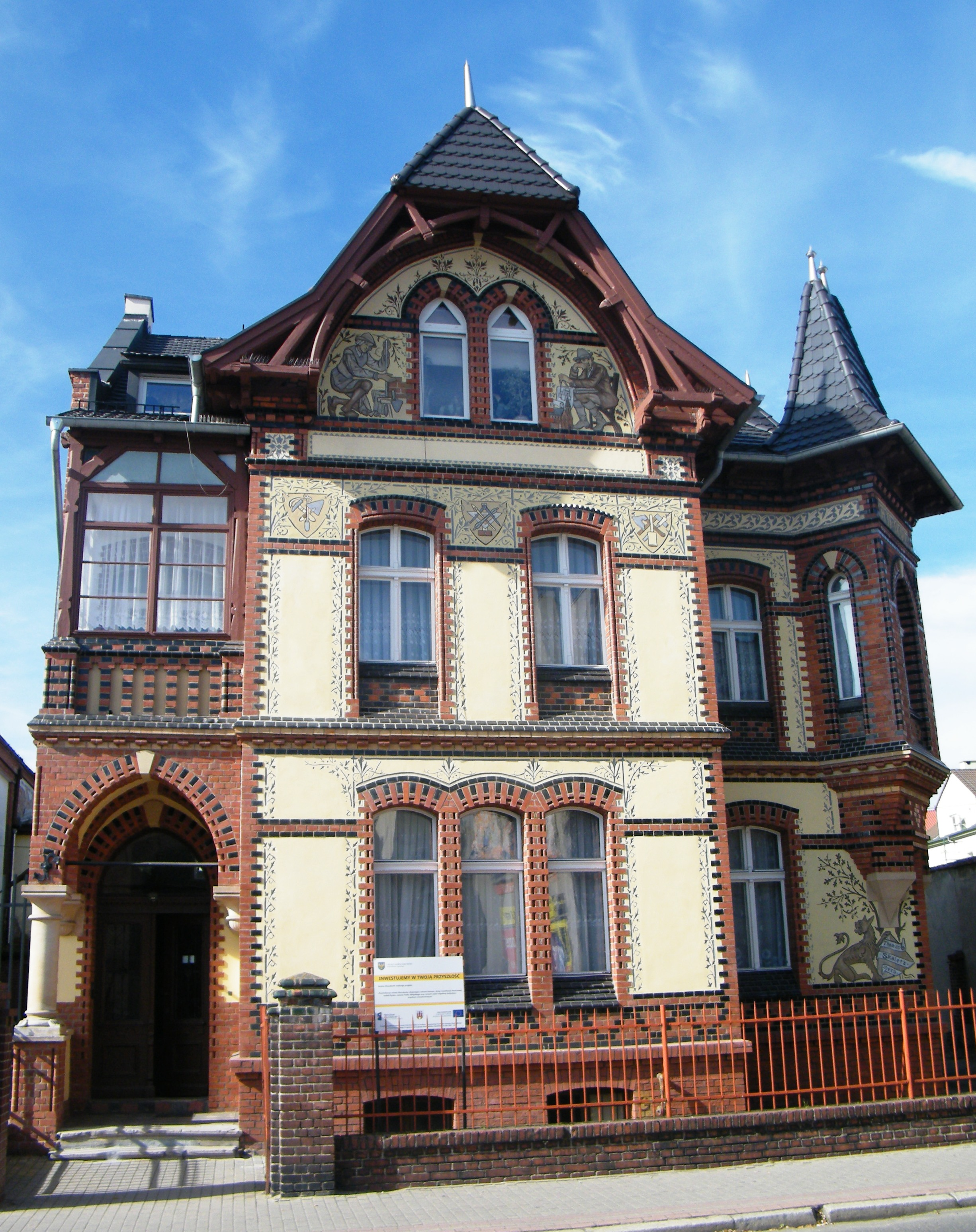
Mansão Krug

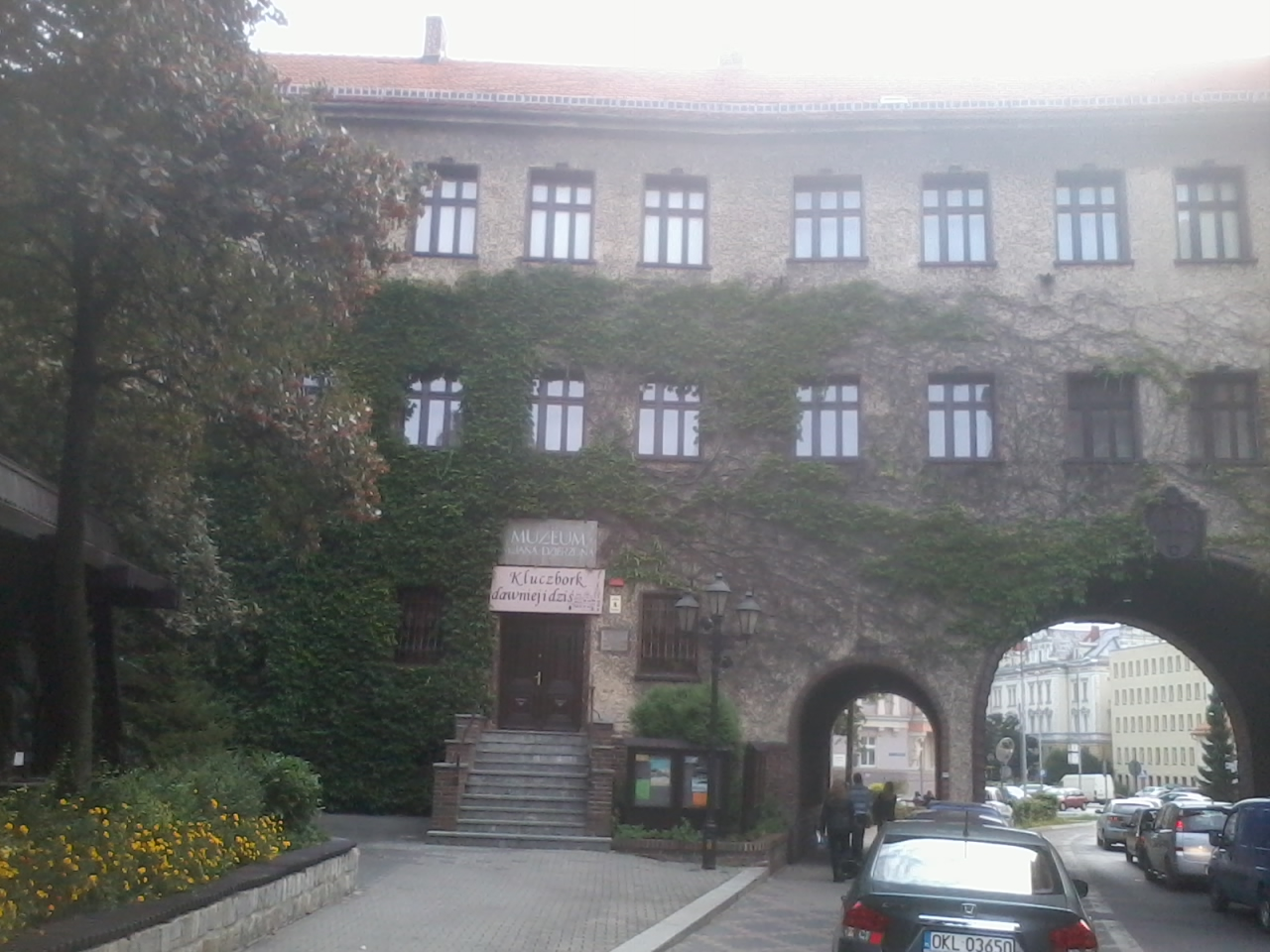
Museu Jan Dzierżon

Estão inscritos no registro provincial de monumentos:
- Cidade Velha
- Igreja de Nossa Senhora Auxiliadora, rua Skłodowskiej 8, dos anos de 1911 a 1913
- Igreja evangélica do Cristo Salvador, do século XIV, século XVIII (ao lado desta fica o monumento mais antigo de Kluczbork, dedicado à memória do comerciante Daniel Mietel)
- Presbitério evangélico, rua Gdacjusza 3, dos séculos XVIII/XIX
- Capela do cemitério, da metade do século XIX
- Convento elisabetano, hoje Casa das irmãs de São José, rua Klasztorna 3, de 1903
- Vala comum de soldados de setembro de 1939 e a sepultura do insurgente silesiano Henryk Dubiel, no cemitério paroquial
- Cemitério de guerra do Exército Soviético, rua Opole
- Parque municipal
- Ruína das muralhas defensivas, rua Zamkowa, do século XV/XVI
- Torre do Portão “Krakowska”,, hoje castelo d'água, século XV, 1912
- Complexo da prefeitura, século XVIII, XIX: prefeitura, casas, praça principal 2, 3
- Prédio residencial, rua Damrota 14, 34 (d. 38), do século XIX, início do século XX
- Prédio residencial, rua Grunwaldzka 3, de 1900
- Prisão, rua Katowicka 4, de 1900
- Casa, rua Kopernika 3
- Prédio residencial, rua Kościuszki 1, de 1890
- Prédio residencial, rua Krakowska 23, de 1900
- Casa, rua Krakowska 27, do final do século XIX
- Complexo escolar municipal, atualmente escolas de educação geral, rua Mickiewicza 10, de 1865–1870, 1925–1926: edifício do ginásio com alas laterais e sala de conferências, edifício auxiliar
- Prédio residencial, rua Mickiewicza 17, de 1903
- Edifício de administração da usina, rua Młyńska 8, de 1907
- Casas, praça Niepodległości 2, 3, 4, 6, 7, do século XIX, 1910
- Prédio residencial, rua Piastowska 11, do início do século XX
- Prédio residencial, rua Piłsudskiego 4-4a, 7, 7a, 8, 19, 20, de 1900–1905, século XIX
- Vila de Krug, rua Pułaskiego 1, casas 11, 21, 25, de 1892, 1900–1910
- Casas, praça principal 7, 11, 12, 13, 14, 15, 20, 21, 23, do século XVIII/XIX, 1906, século
- Anexo, rua Skłodowskiej 1 (d. Krzywa)
- Casa, rua Skłodowskiej 9 (d. Opolska)
- Ginásio de Humanidades, atualmente complexo de escolas secundárias, rua Skłodowskiej 13, de 1871–1876: ginásio, final do século XIX
- Edifício administrativo e residencial no complexo hospitalar, rua Skłodowskiej 25, dos séculos XIX/XX
- Prédio residencial, rua Sybiraków 1, de 1910
- Casas, rua Ściegiennego 11, 13, 14, 15 de 1853
- Casas, rua Wolności 4, 9, prédio residencial 25, da metade do século XIX, XX
- Vila Park, rua Wołczyńska 33
- Instalação para os pobres, rua Zamkowa 8 (d. 15 Grudnia), de 1776, 1819
- Edifício do museu, rua Zamkowa 10, dos séculos XV-XIX w, de 1931–1932
- Depósito de locomotivas com um girador ferroviário, rua Sikorskiego 18, do século XIX, 1900

outros objetos:
- Sinagoga
- Cemitério judeu
- Casa da Moeda em Kluczbork.

## Economia
As seções tradicionalmente dominantes das indústrias de máquinas, malharia e construção são acompanhadas pelo desenvolvimento dinâmico de outras indústrias, tais como: comércio, transporte, processamento agroalimentar e serviços amplamente compreendidos. Cerca de 1 800 entidades empresariais operam na comuna (incluindo cerca de 1 300 na cidade). As maiores empresas da comuna são: Fabryka Maszyn i Urządzeń “Famak”, PV “Prefabet — Kluczbork” S.A., Wagrem sp. z o.o. Kluczbork.
Em Kluczbork, perto de Ligota Dolna, existe uma subzona do Parque de Investimento da Zona Econômica Especial de Wałbrzych (área 53 939 ha). Os atuais investidores no WSEZ, subzona de Kluczbork, são, entre outros: Marcegaglia Poland, Inpol-Krak Tubes Service Center e Seppeler Gruppe Ocynkownia Śląsk, que faz parte da holding alemã.
Nos anos 2003–2004, o jornal “Nowy Kurier Kluczbourski” (ISSN 1730–5012) foi publicado em Kluczbork e em todo o condado. Um total de 41 edições deste periódico quinzenal foram publicadas, o editor-chefe foi Adam Płocikiewicz.
Desde dezembro de 2007, o “Tygodnik Lokalny Spiker” (ISSN 1898–9713) é publicado em Kluczbork, um jornal cultural e social gratuito publicado em três condados: Kluczbork, Oleski e Namysłowski. Seu editor-chefe é Jacek Placety. Todas as edições anteriores do “Spiker”, que, para além da forma tradicional em papel, também foram publicadas em versão eletrônica em PDF, ou seja, desde o número 77 (final de 2011) até à data, encontram-se nas coleções da Biblioteca Digital da Silésia.
No dia 24 de agosto de 2012 foi inaugurada a Galeria Miodowa na zona norte da cidade com uma área total de aproximadamente 12 475 m² e área útil de aproximadamente 10,5 mil metros quadrados — o único grande centro comercial na voivodia ao norte de Opole. Em 2019, a Galeria foi reformada.

## Transportes

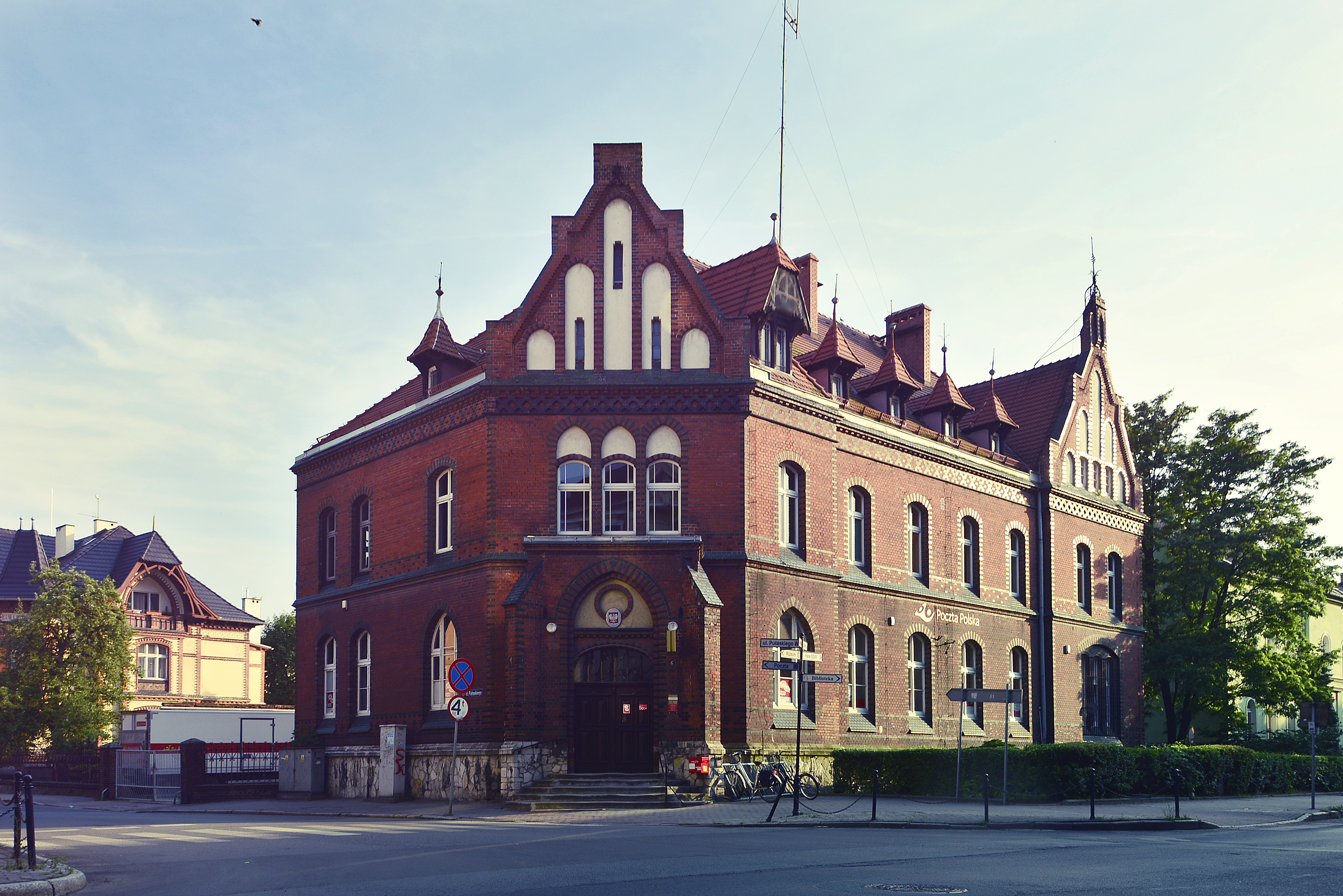
Edifício dos Correios do século XIX

### Transporte rodoviário
As seguintes estradas nacionais cruzam a cidade:
- Estrada nacional n.º 11: Bytom — Lubliniec — Kluczbork — Ostrów Wielkopolski — Poznań — Kołobrzeg
- Estrada nacional n.º 42: Namysłów — Kluczbork — Praszka — Radomsko — Starachowice
- Estrada nacional n.º 45: Złoczew — Wieluń — Kluczbork — Opole — Racibórz

Kluczbork tem um rodoanel na estrada n.º 11, e um rodoanel também foi construído na estrada n.º 45, que se conecta à estrada nacional n.º 11.

### Transporte ferroviário

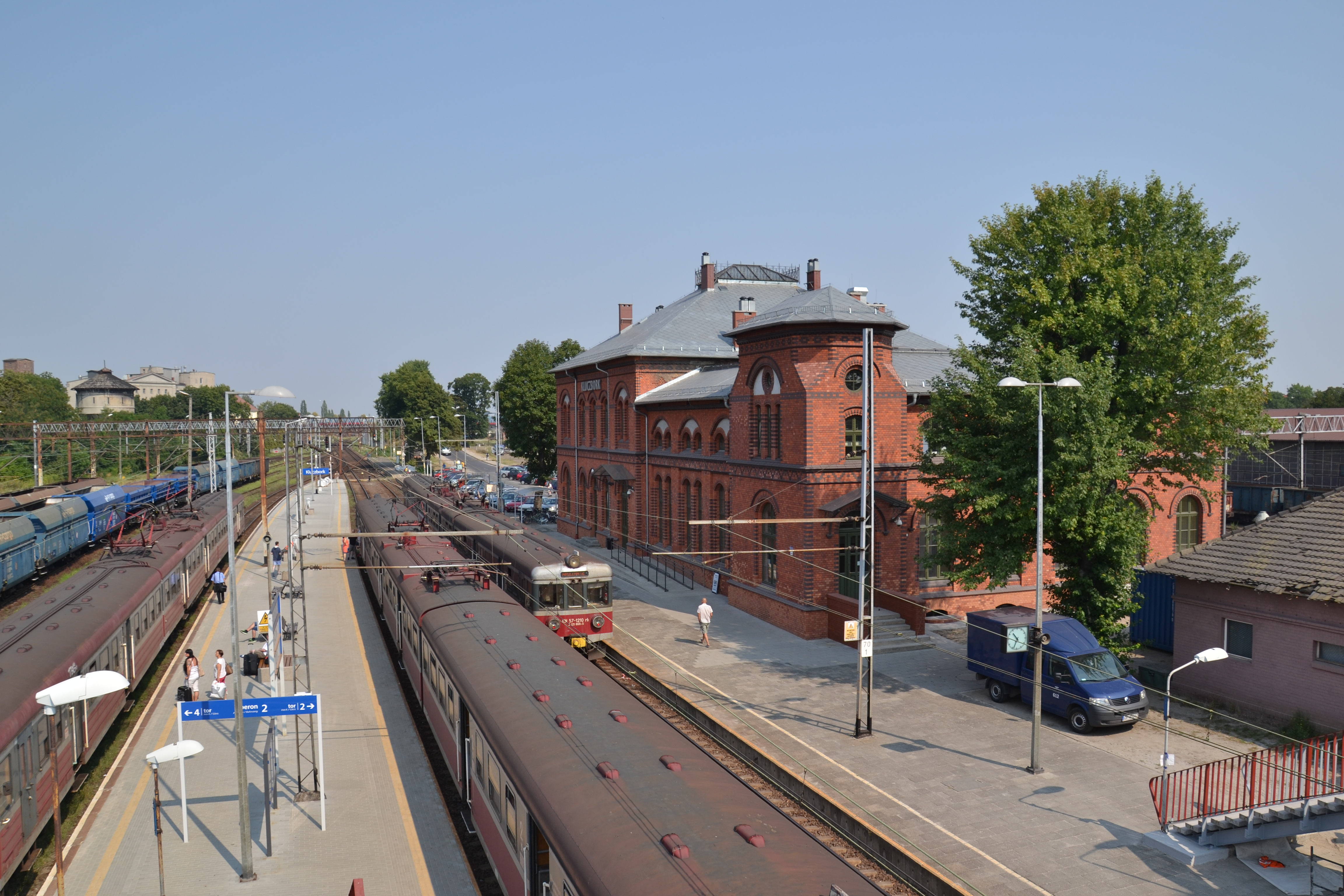
Estação ferroviária

Existe uma estação ferroviária na cidade.
Kluczbork é também um entroncamento ferroviário (as linhas ferroviárias de Breslávia, Opole, Ostrów Wielkopolski e Lubliniec se cruzam aqui). Está situada a aproximadamente 40 km de Opole, 96 km de Breslávia, 205 km de Poznań e 120 km de Katowice.
Linhas que percorrem a cidade:
- Linha ferroviária n.º 143 de Kalety — Lubliniec — Kluczbork — Oleśnica — Breslávia Mikołajów
- Linha ferroviária n.º 272 de Kluczbork a Poznań Główny
- Linha ferroviária n.º 175 de Kłodnica a Kluczbork (fechada)
- Linha ferroviária n.º 293 de Jełowa a Kluczbork

## Educação
Escolas primárias

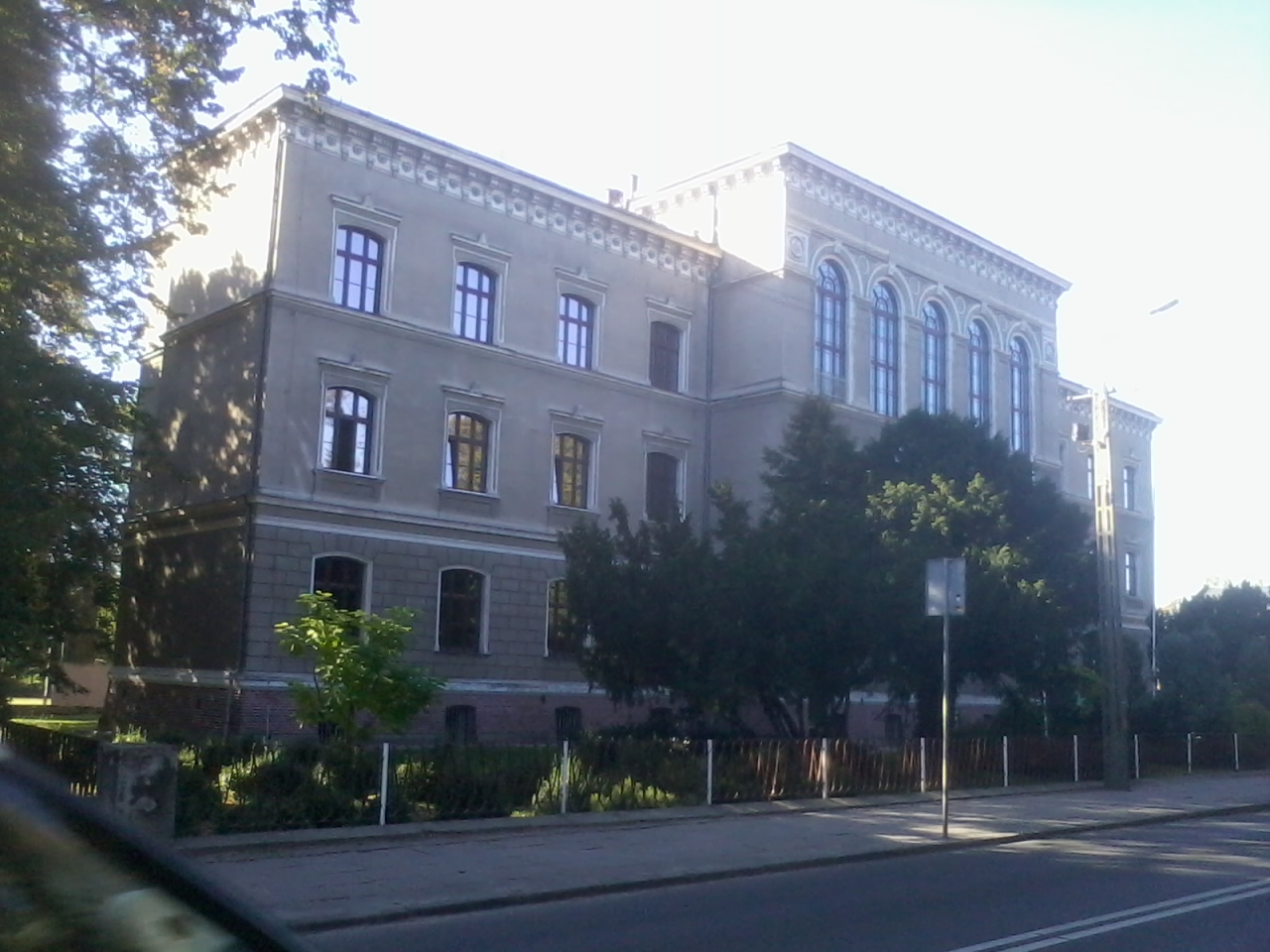
Complexo de Escola Secundária, rua Skłodowska 13

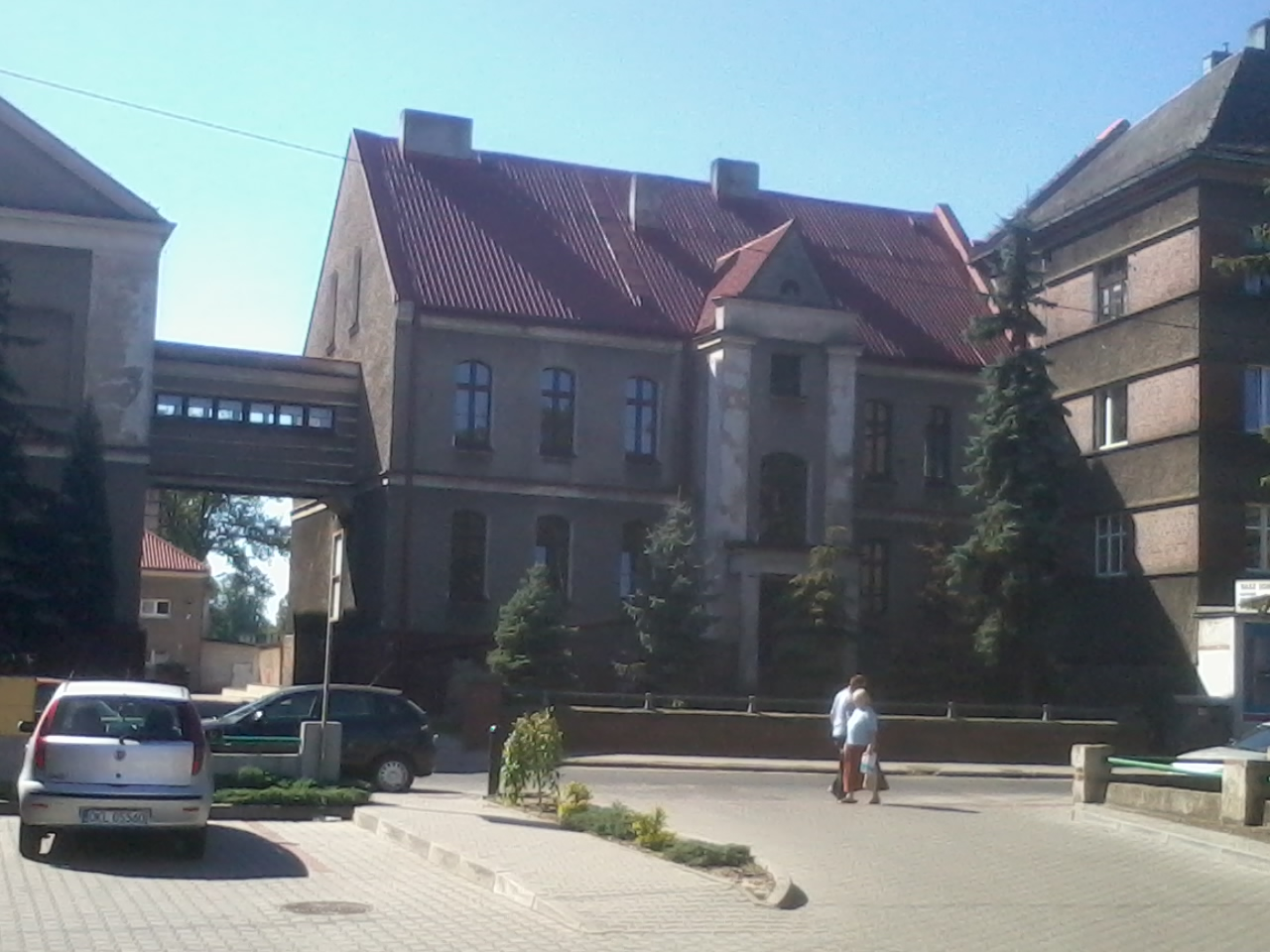
Complexo de Escolas de Educação Geral Adam Mickiewicz

- Escola primária pública n.º 1 Jan Dzierżon[40]
- Escola primária pública n.º 2 Janusz Korczak[41]
- Escola primária pública n.º 5 com Departamentos de Integração Emilia Plater[42]
- Escola primária n.º 6 Especial[43]
- Escola primária Social STO em Kluczbork[44]

Escolas secundárias
- Escola secundária pública n.º 1[45]
- Escola secundária pública n.º 3 João Paulo II[46]
- Escola secundária pública n.º 5 Mikołaj Rej[47]
- Escola secundária Social STO[48]
- Escola secundária especial e Centro Educacional Maria Konopnicka[49]

Escolas de ensino superior
- Complexo de Escolas de Educação Geral Adam Mickiewicz[50]
- Complexo de Escolas Secundárias e Técnicas General Józef Bem[51]
- Complexo de escolas secundárias n.º 1 Maria Skłodowskiej-Curie[52]
- Complexo de escolas secundárias n.º 2 Centro de educação continuada[53]
- Escola Secundária Social STO[54]
- Escola Profissional Especial SOSW[55]
- Centro Provincial de Treinamento e Desenvolvimento Profissional[56]

## Cultura
Kluczbork é chamada de capital polonesa do reggae. Todos os anos, um festival de música reggae era realizado em Bąków. A cantora Aleksandra Naumik, que estreou nos palcos noruegueses, também veio de Kluczbork. Em 28 de agosto de 1982, a banda Bakshish foi fundada em Kluczbork.

## Esportes

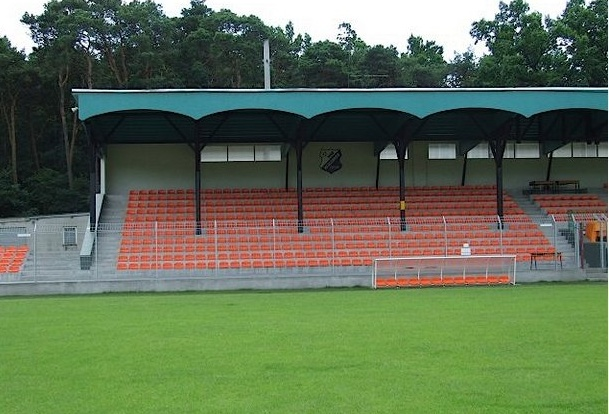
Estádio MKS em Kluczbork

A cidade possui um parque urbano bem cuidado com várias trilhas para caminhada e uma ciclovia que leva pela floresta até Bąkowo. A cidade também possui piscina coberta, quadras de tênis e academias. No parque existe também um estádio municipal, onde o clube de futebol joga, e com os campos de futebol adjacentes e infra-estruturas desportivas, forma o “Campus Stobrawa”.
A história do futebol em Kluczbork remonta a 1910, quando o clube do FC National Kreuzburg foi fundado. Por duas temporadas, nos anos de 1973 a 1975, o time do Metal Kluczbork jogou na então 2.ª liga. Desde 2003, existe um clube esportivo, MKS Kluczbork, que jogou na 1.ª Liga no período de 2009/2010 e 2010/2011. Atualmente (2022) o time de futebol joga no Campeonato Polonês de Futebol 4ª Divisão.
Há também o Kluczbork Karate Club na cidade, que faz muito sucesso na Polônia e no exterior. Krzysztof Neugebauer (6.º dan, campeão mundial de kumite por equipe (1992), vice-campeão mundial de kumite (São Paulo, 1996), vice-campeão mundial de kata por equipe, técnico da seleção polonesa). O treinador é Andrzej Olech (5.º dan, treinador, juiz internacional, tutor dos campeões mundiais, europeus e polonês).

## Religião

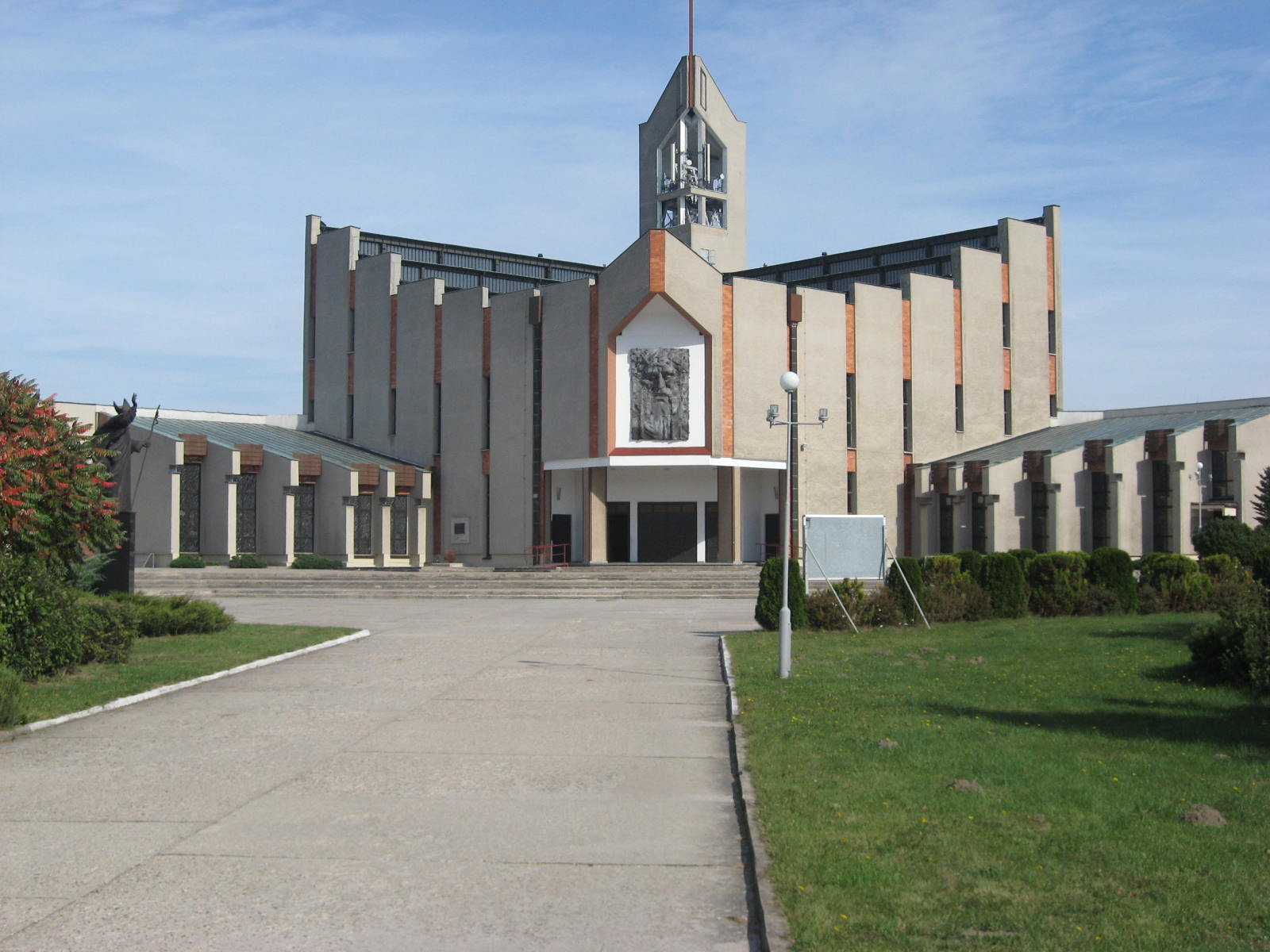
Igreja do Sagrado Coração de Jesus

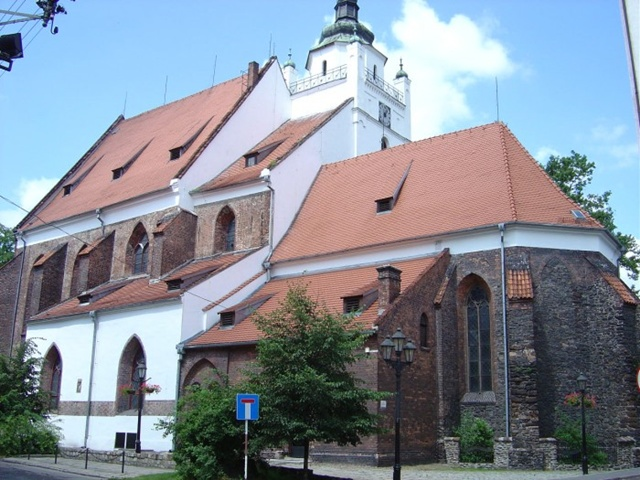
Igreja evangélica de Augsburg do Cristo Rei

### Comunidades religiosas

#### Igreja católica
Forania Kluczbork
- Paróquia Nossa Senhora da Ajuda dos Fiéis (rua Skłodowskiej 8)
  - Igreja de Nossa Senhora da Ajuda dos Fiéis (rua Skłodowskiej 8)
- Paróquia do Sagrado Coração de Jesus (rua Jana Pawła II 7)
  - Igreja do Sagrado Coração de Jesus (rua Jana Pawła II 7)

#### Igreja Evangélica de Augsburgo
- Paróquia Evangélica-Augsburgo (rua Bolesława Chrobrego 23)
  - Igreja do Cristo Salvador (praça Gdacjusza)

#### Igreja pentecostal
- Igreja em Kluczbork

#### Testemunhas de Jeová
- Igreja Kluczbork-Byczyna
- Igreja Kluczbork Południe (Salão do Reino, rua Plebiscytowa 7)

### Cemitérios
- Cemitério Municipal (rua Opolska)
- Cemitério judeu